# Aeroportul Internațional Sangster
Aeroportul Internațional Sangster (IATA: MBJ, ICAO: MKJS) este un aeroport din Montego Bay, Saint James Parish⁠(d), Comitatul Cornwall, Jamaica, Jamaica ce deservește zona Montego Bay. Aeroportul a fost tranzitat în 2023 de 5.267.823 de pasageri. A fost deschis în 1947 și numit după Donald Sangster⁠(d).
Situat la o altitudine de 1 m, aeroportul dispune de 1 pistă.

## Infrastructură

### Piste
Aeroportul dispune de o singură pistă. Pista 07/25 are suprafața de asfalt și dimensiunile 2.653 m × 45 m. 